# Poetisk rättvisa

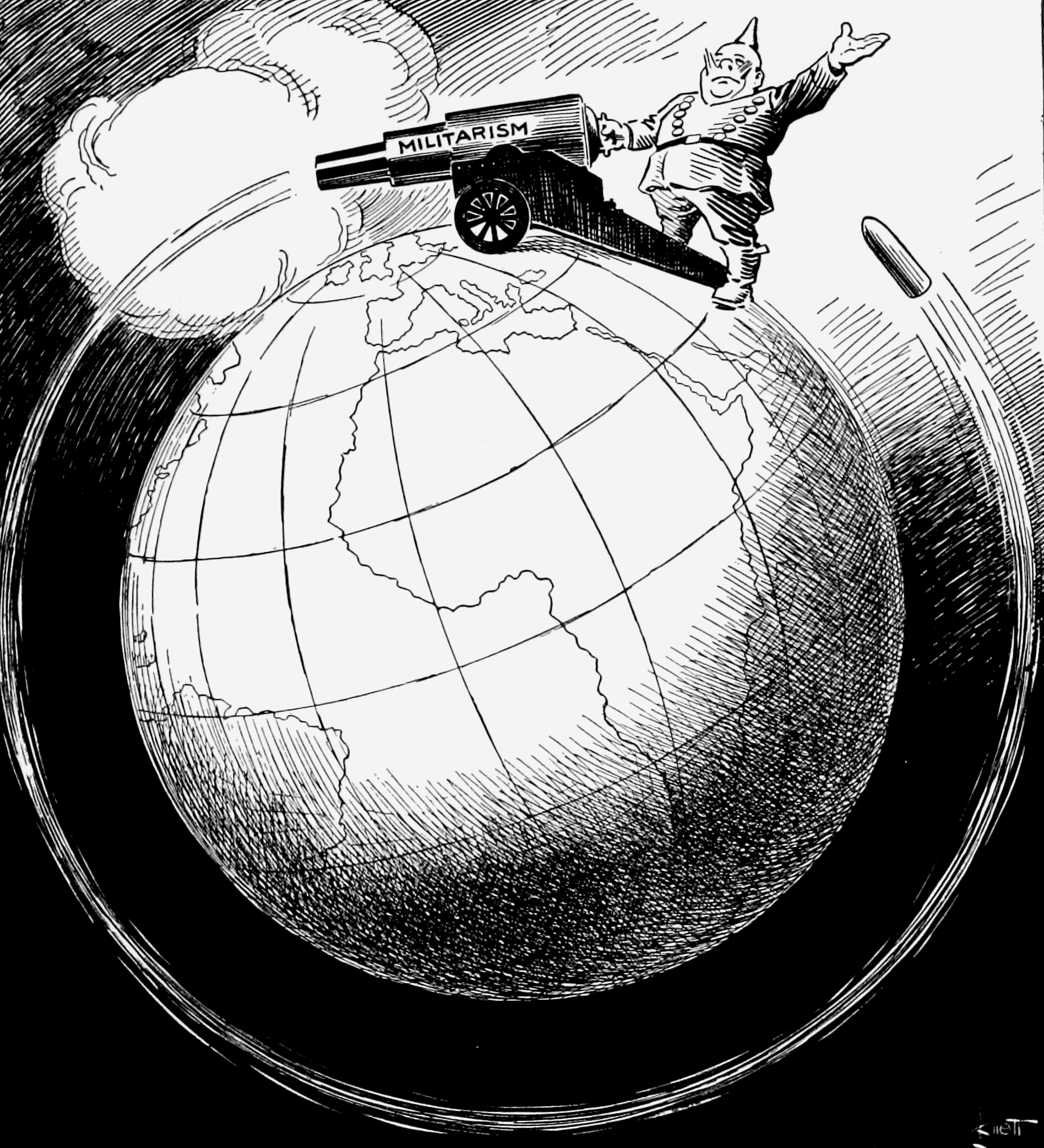
Den skjuter längre än han drömmer av John F. Knott. Teckning från 1918, som föreställer hur kejsare Vilhelm II av Tyskland skjuter en kanon med texten "Militarism".

Poetisk rättvisa är en litterär teknik, i vilken dygd och goda gärningar belönas, medan synd får sitt straff. I modern litteratur ofta genom en ironisk  händelse som står i relation till den litterära figurens tidigare beteende.

## Exempel

### Film och TV
- I filmen Tillbaka till framtiden del II Ger Biff en salut till poetisk rättvisa, precis innan han erkänner att han dödat Marty McFlys pappa, med samma vapen som han nu planerar att döda Marty med.
- I filmen Batman Returns, dödar "Pingvinen",  förrädaren Max Shreck i en pool av giftigt avfall från hans eget "rena" textilverk.